# Malvezie
Malvezie (em occitano:  Malavedia) é uma comuna francesa na região administrativa da Occitânia, no departamento do Alto Garona. Estende-se por uma área de 8.52 km², com 112 habitantes, segundo o censo de 2018, com uma densidade de 13 hab/km².